# Гемпден Тауншип (округ Камберленд, Пенсільванія)
Гемпден Тауншип (англ. Hampden Township) — селище (англ. township) в США, в окрузі Камберленд штату Пенсільванія. Населення — 32 761 особа (2020).

## Демографія
Згідно з переписом 2010 року, у селищі мешкали 28 044 особи в 11 470 домогосподарствах у складі 7993 родин. Було 12261 помешкання
Расовий склад населення:
| - 88,9 % — білих - 7,1 % — азіатів - 1,7 % — чорних або афроамериканців - 0,1 % — корінних американців |

До двох чи більше рас належало 1,6 %. Частка іспаномовних становила 2,0 % від усіх жителів.
За віковим діапазоном населення розподілялося таким чином: 23,2 % — особи молодші 18 років, 61,8 % — особи у віці 18—64 років, 15,0 % — особи у віці 65 років та старші. Медіана віку мешканця становила 42,6 року. На 100 осіб жіночої статі у селищі припадало 93,5 чоловіків;  на 100 жінок у віці від 18 років та старших — 92,4 чоловіків також старших 18 років.
Середній дохід на одне домашнє господарство  становив 104 863 долари США (медіана — 80 551), а середній дохід на одну сім'ю — 126 019 доларів (медіана — 103 084). Медіана доходів становила 67 489 доларів для чоловіків та 49 923 долари для жінок. За межею бідності перебувало 2,5 % осіб, у тому числі 2,6 % дітей у віці до 18 років та 3,5 % осіб у віці 65 років та старших.
Цивільне працевлаштоване населення становило 15 431 особа. Основні галузі зайнятості: освіта, охорона здоров'я та соціальна допомога — 22,1 %, науковці, спеціалісти, менеджери — 13,3 %, роздрібна торгівля — 13,2 %.